# NGC 1133
NGC 1133 este o astronomical radio source⁠(d) situată în constelația Eridanul. A fost descoperită în 1886 de către Francis Leavenworth. Se află la o distanță de 71,06 de megaparseci de Pământ.